# Josef Krätz
Josef „Sepp“ Krätz (* 17. Oktober 1954 in Augsburg) ist ein deutscher Gastronom. Der Bauernsohn und gelernte Metzger war von 1995 bis 2013 Wiesnwirt des Hippodrom.
Im Alter von 26 Jahren pachtete er die Waldwirtschaft Großhesselohe.

Seit 2009 ist er verheiratet mit Tina Krätz. Die beiden haben einen gemeinsamen Sohn. Tina Krätz ist eine Tochter der früheren Wiesnwirte Hermine und Artur Fichtl.

## Steuerhinterziehungen
Im März 2014 war Krätz wegen Steuerhinterziehung in 36 Fällen bezüglich der Einnahmen vom Betrieb des Hippodrom und des Andechser am Dom zu einer Bewährungsstrafe von einem Jahr und zehn Monaten sowie einer Geldstrafe von 570.000 Euro verurteilt worden.
Krätz hatte vor dem Landgericht München I gestanden, die Einnahmen vom Hippodrom und dem Andechser am Dom nicht veranlagt zu haben und über 1,1 Millionen Euro Steuern hinterzogen zu haben. Im gleichen Jahr entzog ihm die Stadtverwaltung München daraufhin sämtliche Gaststättenkonzessionen. Bezüglich der Waldwirtschaft in Großhesselohe ist das Landratsamt München zuständig. Nach dem Urteil durfte er zwar einer von drei Geschäftsführern bleiben, jedoch keine buchhalterischen Tätigkeiten vornehmen.
2015 eröffnete Krätz ein verkleinertes Hippodrom (kein Zelt, sondern in einem Steingebäude) mit Platz für 1.800 Gäste in der Arnulfstraße 62 („Postpalast“). Es war während des Frühlings- und während des Oktoberfestes geöffnet. Seit 2018 ist dies jedoch nicht mehr der Fall.